# Trgetari
Trgetari (en italien : Traghettari) est une localité de Croatie située en Istrie, dans la municipalité de Raša, dans le comitat d'Istrie. En 2001, la localité comptait 59 habitants.

## Démographie
| 1948 | 1953 | 1961 | 1971 | 1981 | 1991 | 2001 |
| ---- | ---- | ---- | ---- | ---- | ---- | ---- |
| 328  | 264  | 183  | 92   | 79   | 64   | 59   |